# Bukowskie (Tarnogród)

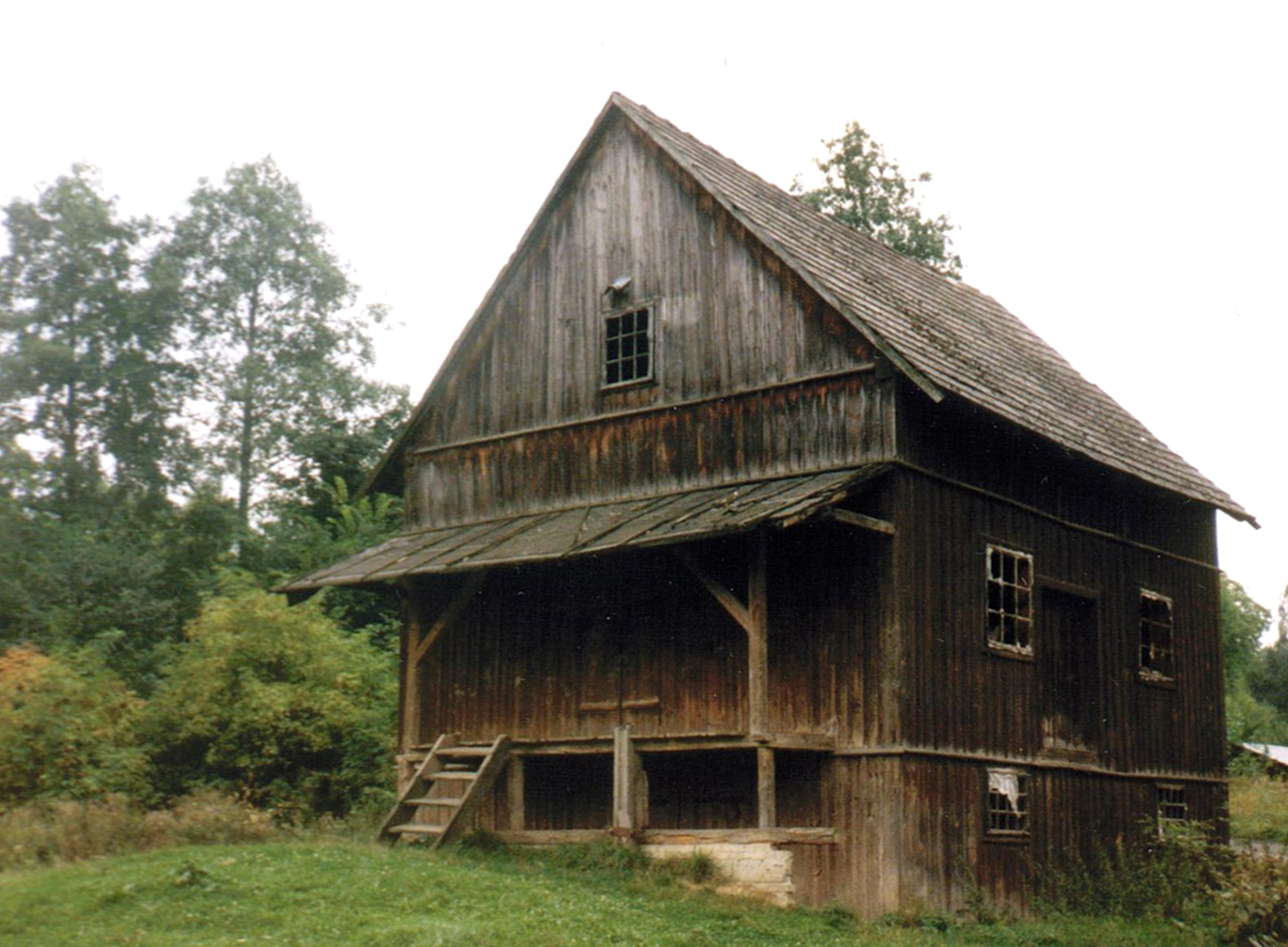
Dawny młyn zbożowy przy ul. Zacisze

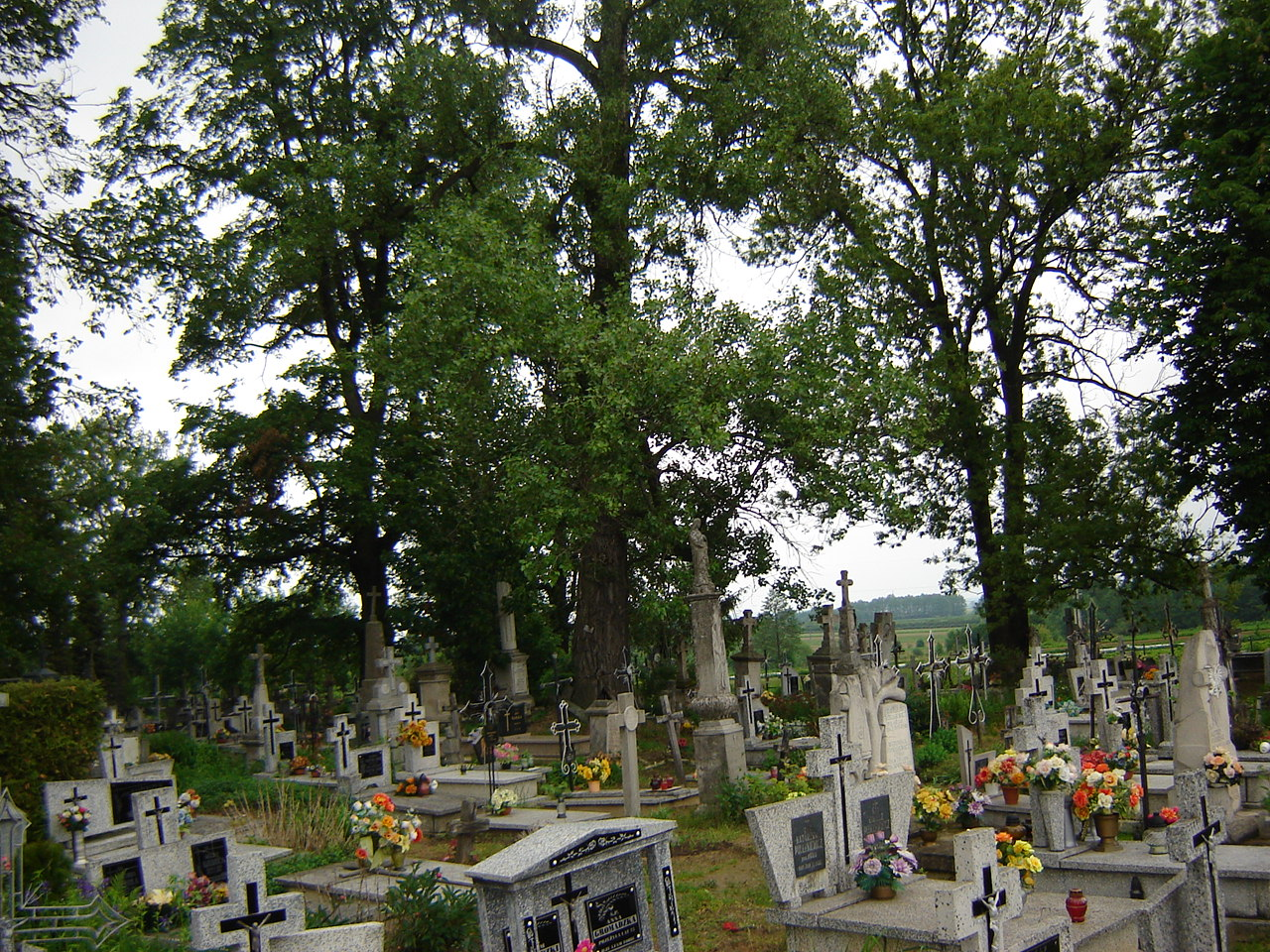
Stary cmentarz

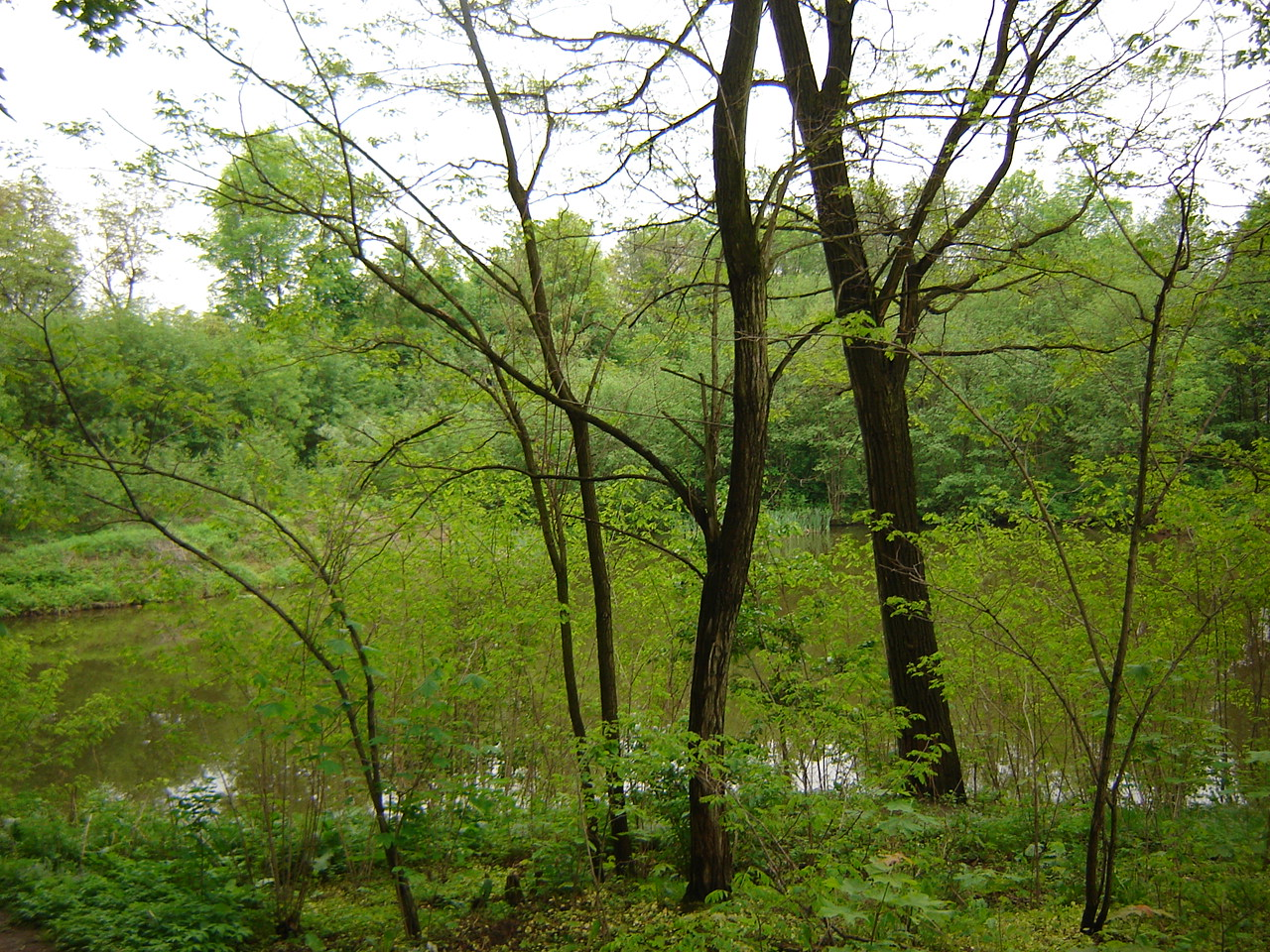
Staw na Bukowskim

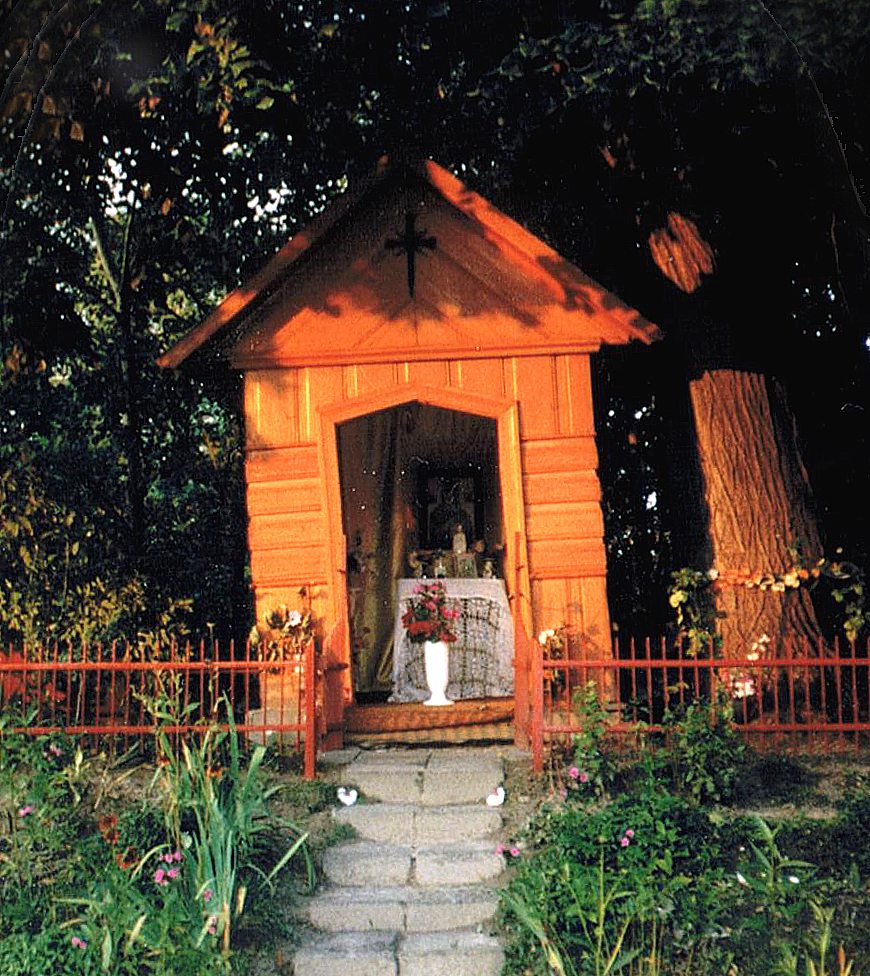
Zabytkowa kapliczka

Bukowskie (dawniej Przedmieście Bukowskie) – część miasta Tarnogrodu, znajdująca się na zachodzie miasta. Jest to jedno z czterech przedmieść Tarnogrodu, a zarazem nazwa ulicy wiodącej ku wsi Bukowina (od niej nazwa).
Przedmieście Bukowskie to także jedna z pięciu dzielnic Tarnogrodu. Przewodniczącym Zarządu Dzielnicy w 2009 roku był Zenon Krasowski. 
Dzielnica rozpościera się po obu stronach głównej drogi wojewódzkiej nr 863 (ul. św. Jana Pawła II). Bukowskie ma przeważająco charakter mieszkaniowy, choć znajduje się tu także część infrastruktury komunalnej (m.in. komisariat policji) oraz lekki przemysł. Główną zabudowę dzielnicy stanowią domy jednorodzinne. 
Głównymi zabytkami są usytuowane w granicach administracyjnych Bukowskiego dwa cmentarze – stary (1828) i nowy (1900). Do lat 90. przy ulicy Zacisze znajdował się drewniany młyn zbożowy (został zburzony). W obrębie dzielnicy jest dużo zieleni. Wypływa tu jedna ze strug źródłowych Złotej Nitki.
Ulice w obrębie dzielnic to: św. Jana Pawła II, Bukowskie Przedmieście, Zacisze, Gizy Józefa Krzysztofa, Męczenników Majdanka, Nadstawna, Partyzantów i Wójtostwo.